# Bernhard Dorn

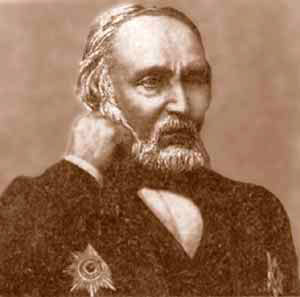
Bernhard Dorn.

Johannes Albrecht Bernhard Dorn, född den 11 maj 1805 i Sachsen-Koburg, död den 31 maj 1881 i Sankt Petersburg, var en tysk-rysk orientalist.
Dorn blev 1826 professor i österländska språk vid universitetet i Charkov och 1835 i asiatisk historia och geografi vid orientaliska institutet i Sankt Petersburg samt 1842 direktor för asiatiska museet där och 1843 överbibliotekarie vid kejserliga biblioteket. Om Emiratet Afghanistan och de kaspiska ländernas historia och språk utgav Dorn mycket värdefulla arbeten, exempelvis Mohammedanische Quellen zur Geschichte der südlichen Küstenländer des Kaspischen Meeres (1850-58) och Beiträge zur Kenntnis der iranischen Sprachen (1860-66).